# Luigi Vertemati
Luigi Vertemati (ur. 5 maja 1938 w Bernareggio, zm. 9 stycznia 2012 w Mediolanie) – włoski polityk i samorządowiec, poseł do Parlamentu Europejskiego III kadencji.

## Życiorys
Pochodził z rodziny robotniczej. Uzyskał wykształcenie średnie, został etatowym działaczem partyjnym w ramach socjalistycznej młodzieżówki FGSI i Włoskiej Partii Socjalistycznej (PSI), wchodził w skład władz krajowych tego ugrupowania. Był radnym miejskim w Bernareggio i burmistrzem tej miejscowości. Od 1972 do 1989 zasiadał w radzie regionalnej Lombardii. Przez kilkanaście lat pełnił funkcję asesora w rządzie regionalnym, odpowiadając m.in. za rzemiosło, urbanistykę i środowisko. Zajmował także stanowisko zastępcy prezydenta Lombardii.
W latach 1989–1994 sprawował mandat eurodeputowanego III kadencji. Był członkiem frakcji socjalistycznej, pracował m.in. w Komisji ds. Środowiska Naturalnego, Zdrowia Publicznego i Ochrony Konsumentów.